# Hank Cheyne
Hank Cheyne, född den 13 augusti 1958 i Santa Maria i Kalifornien, är en amerikansk skådespelare. Hanks efternamn var från början Garcia, men när han blev skådespelare ändrade han efternamnet till Cheyne, sitt andra förnamn, för att det fanns redan en annan som hette Hank Garcia.
Cheyne gick på Santa Clara University för att studera ekonomi. Senare studerade ha vid UCLA's School of Law, där han fick sin "Juris Doctor degree". Under hans sista år på UCLA:s School of Law, träffade Hank en modellagent genom en vän och började jobba med honom. De sista sex månaderna på skolan tillbringade Hank i Milano, Italien, som modell för Christie Brinkley, GQ magazine. Kort därefter fick Cheyne sin första roll som Mr. Cross, en advokat i serien Divorce Court. Efteråt fick han rollen som Pete i the Young and the Restless. 
Cheyne har medverkat senare i "American Life," "The Awful Truth," "The Roof," och andra. Dessutom i filmer som "Bad Blood" och "Killing Obsession." 
I Sunset Beach spelar han kriminalassistent.